# Adna
För aDNA (forntida DNA), se DNA#Forskningshistoria och paleogenomik.
Adna Kadic, född 21 mars 1994 i Gävle, Sverige, är en svensk musikartist uppvuxen i Göteborg.
Kadic framförde tillsammans med Rytmus Youth Choir år 2021 en valborgskonsert från Nya Älvsborgs fästning för Sveriges Television.

## Diskografi (urval)

### Album
- 2017 – Closure

### Singlar
- 2016 – Smoke
- 2016 – Overthinking
- 2017 – Thoughts
- 2017 – Closure
- 2019 – Moon